# Lambertia ilicifolia
Lambertia ilicifolia är en tvåhjärtbladig växtart som beskrevs av William Jackson Hooker. Lambertia ilicifolia ingår i släktet Lambertia och familjen Proteaceae. Inga underarter finns listade i Catalogue of Life.